# Carlos Augusto Korneta
Carlos Augusto Gematti, más conocido por su apodo artístico Korneta (Buenos Aires; Argentina; ¿? - Id; 8 de mayo de 1995), fue un popular humorista, libretista, dibujante y actor argentino de larga trayectoria.

## Carrera
Korneta fue un destacado libretista de humor de las décadas de 1960, 1970 y 1980 que tuvo una activa participación en televisión.
Junto a Fernando Montrey editó el disco vinilo titulado José María- María José bajo el sello Emi en 1975.
Debutó en su única aparición cinematográfica argentina con la película Hay que romper la rutina en 1974, protagonizada por Jorge Porcel Alberto Olmedo y las hermanas Ethel y Gogó Rojo.
En la pantalla chica tuvo doble rol como invitado especial y como autor de algunos recordados programas humorísticos.
Llegó a decir públicamente que consideraba imposible un chiste bueno que no fuera moralmente malo.

## Filmografía
- 1974: Hay que romper la rutina
- 1993: Tachero nocturno (lanzamiento directo a video VHS)

## Televisión
- 1970: Domingo de fiesta.
- 1970: La revista del viernes.
- 1973/1976: El chupete.
- 1981: La Torre en jaque.
- 1982: El Circo de Pepe Payaso y Ratontito .
- 1990: Las bebitas y los bebotes de Porcel.
- 1992: Calabromas 92.
- 1994: La piñata.[4]

## Teatro
- 1981: Humor al contado, escrito junto a Norman Erlich.
- 1984: ¡A todo Astral!.